# 1985-ös síkvízi kajak-kenu világbajnokság
Az 1985-ös síkvízi kajak-kenu világbajnokságot a belgiumi Mechelenben rendezték 1985-ben. Ez a tizenkilencedik kajak-kenu világbajnokság volt. A magyar csapat az éremtáblázaton a második helyezést érte el összesítésben.

## Éremtáblázat
*   Rendező
  *   Magyarország
| Helyezés | Ország                    | Arany | Ezüst | Bronz | Összesen |
| -------- | ------------------------- | ----- | ----- | ----- | -------- |
| 1.       | NDK                       | 7     | 2     | 2     | 11       |
| 2.       | Magyarország              | 3     | 3     | 2     | 8        |
| 3.       | Svédország                | 2     | 1     | 3     | 6        |
| 4.       | Szovjetunió               | 1     | 7     | 1     | 9        |
| 5.       | Jugoszlávia               | 1     | 1     | 0     | 2        |
| 6.       | Franciaország             | 1     | 0     | 1     | 2        |
| 6.       | Új-Zéland                 | 1     | 0     | 1     | 2        |
| 8.       | Csehszlovákia             | 1     | 0     | 0     | 1        |
| 8.       | Amerikai Egyesült Államok | 1     | 0     | 0     | 1        |
| 10.      | NSZK                      | 0     | 2     | 0     | 2        |
| 11.      | Lengyelország             | 0     | 1     | 1     | 2        |
| 12.      | Egyesült Királyság        | 0     | 1     | 0     | 1        |
| 13.      | Románia                   | 0     | 0     | 2     | 2        |
| 14.      | Bulgária                  | 0     | 0     | 1     | 1        |
| 14.      | Kanada                    | 0     | 0     | 1     | 1        |
| 14.      | Dánia                     | 0     | 0     | 1     | 1        |
| 14.      | Olaszország               | 0     | 0     | 1     | 1        |
| 14.      | Hollandia                 | 0     | 0     | 1     | 1        |
| Összesen | Összesen                  | 18    | 18    | 18    | 54       |

## Eredmények

### Férfiak

#### Kenu
| Versenyszám | Arany                                            | Arany    | Ezüst                                             | Ezüst    | Bronz                                        | Bronz     |
| ----------- | ------------------------------------------------ | -------- | ------------------------------------------------- | -------- | -------------------------------------------- | --------- |
| C1 500 m    | Olaf Heukrodt · NDK                              | 1:52,77  | Anatolij Volkov · Szovjetunió                     | 1:52,81  | Aurel Macarencu · Románia                    | 1:54,20   |
| C1 1000 m   | Ivans Klementjevs · Szovjetunió                  | 4:01,84  | Ulrich Eicke · NSZK                               | 4:02,32  | Aurel Macarencu · Románia                    | 4:02,53   |
| C1 10 000 m | Jiří Vrdlovec · Csehszlovákia                    | 47:52,36 | Tahir Kamaletgyinov · Szovjetunió                 | 48:38,47 | Lipták Attila · Magyarország                 | 49:56,19  |
| C2 500 m    | Sarusi Kis János · Vaskuti István · Magyarország | 1:41,06  | Marek Łbik · Marek Dopierała · Lengyelország      | 1:43,28  | Ulrich Papke · Uwe Madeja · NDK              | 1:43,29   |
| C2 1000 m   | Olaf Heukrodt · Alexander Schuck · NDK           | 3:37,58  | Matija Ljubek · Mirko Nišović · Jugoszlávia       | 3:37,87  | Marek Łbik · Marek Dopierała · Lengyelország | 3:39,64   |
| C2 10 000 m | Matija Ljubek · Mirko Nišović · Jugoszlávia      | 45:43,08 | Andrew Train · Stephen Train · Egyesült Királyság | 45:58,56 | Matei Kalpakov · Toso Kalpakov · Bulgária    | 46:13,,71 |

#### Kajak
| Versenyszám | Arany                                                                                      | Arany    | Ezüst                                                                                      | Ezüst    | Bronz                                                                                | Bronz    |
| ----------- | ------------------------------------------------------------------------------------------ | -------- | ------------------------------------------------------------------------------------------ | -------- | ------------------------------------------------------------------------------------ | -------- |
| K1 500 m    | Andreas Stähle · NDK                                                                       | 1:44,17  | Oliver Seack · NSZK                                                                        | 1:45,17  | Bernard Brégeon · Franciaország                                                      | 1:45,47  |
| K1 1000 m   | Csipes Ferenc · Magyarország                                                               | 3:40,23  | Heiko Zeinke · NDK                                                                         | 3:40,46  | Kalle Sundqvist · Svédország                                                         | 3:43,46  |
| K1 10 000 m | Greg Barton · Amerikai Egyesült Államok                                                    | 44:42,49 | Nieberl László · Magyarország                                                              | 44:43,67 | Grant Bramwell · Új-Zéland                                                           | 44:43,94 |
| K2 500 m    | Ian Ferguson · Paul MacDonald · Új-Zéland                                                  | 1:33,23  | Guido Behlin · Hans-Jörg Bliesner · NDK                                                    | 1:33,50  | Viktor Puszev · Szergej Szuperata · Szovjetunió                                      | 1:33,93  |
| K2 1000 m   | Pascal Boucherit · Philippe Boccara · Franciaország                                        | 3:22,75  | Viktor Puszev · Szergej Szuperata · Szovjetunió                                            | 3:23,43  | Don Brien · Colin Shaw · Kanada                                                      | 3:24,38  |
| K2 10 000 m | Mikael Berger · Conny Edholm · Svédország                                                  | 40.40,71 | Szabó István · Tóth István · Magyarország                                                  | 4:45,50  | Francesco Uberti · Daniele Scarpa · Olaszország                                      | 40:55,73 |
| K4 500 m    | André Wohllebe · Frank Fischer · Peter Hempel · Heiko Zinke · NDK                          | 1:24,29  | Alekszandr Belov · Igor Gajdamaka · Viktor Gyenyiszov · Alekszandr Vodovatov · Szovjetunió | 1:25,69  | Karl-Axel Sundqvist · Per-Inge Bengtsson · Lars-Erik Möberg · Per Lundh · Svédország | 1:26,10  |
| K4 1000 m   | Per-Inge Bengtsson · Lars-Erik Moberg · Karl-Axel Sundqvist · Bengt Andersson · Svédország | 2:59,24  | Alekszandr Mizgin · Igor Gajdamaka · Artūras Vieta · Alekszandr Vodovatov · Szovjetunió    | 3:00,11  | André Wohllebe · Frank Fischer · Peter Hempel · Heiko Zinke · NDK                    | 3:00,24  |
| K4 10 000 m | Böjti Zsolt · Helyi Tibor · Kovács Zoltán · Petrovics Kálmán · Magyarország                | 36:21,01 | Tommy Karls · Bengt Andersson · Peter Ekström · Torbjörn Thoresson · Svédország            | 36:21,35 | Brian Kragh · Thor Nielsen · Lars Koch · Henrik Christiansen · Dánia                 | 36:26,79 |

### Nők

#### Kajak
| Versenyszám | Arany                                                             | Arany   | Ezüst                                                                                        | Ezüst   | Bronz                                                                 | Bronz   |
| ----------- | ----------------------------------------------------------------- | ------- | -------------------------------------------------------------------------------------------- | ------- | --------------------------------------------------------------------- | ------- |
| K1 500 m    | Birgit Fischer · NDK                                              | 1:55,36 | Nyelli Jefremova · Szovjetunió                                                               | 1:58,84 | Agneta Andersson · Svédország                                         | 1:59,15 |
| K2 500 m    | Birgit Fischer · Carsta Kühn · NDK                                | 1:40,72 | Rakusz Éva · Kőbán Rita · Magyarország                                                       | 1:46,52 | Annemiek Derckx · Annemarie Cox · Hollandia                           | 1:47,95 |
| K4 500 m    | Birgit Fischer · Carsta Kühn · Heike Singer · Kathrin Giese · NDK | 1:35,42 | Jelena Dugyina · Nyelli Jefremova · Irina Szalomikova · Gulnara Sarafutgyinova · Szovjetunió | 1:36,46 | Gyulay Katalin · Géczi Erika · Rakusz Éva · Kőbán Rita · Magyarország | 1:37,41 |

## A magyar csapat
Az 1985-ös magyar vb keret tagjai:
| férfiak kajak | férfiak kajak                                            | férfiak kajak |
| ------------- | -------------------------------------------------------- | ------------- |
| K1 500 m      | Csipes Ferenc                                            | 4.            |
| K2 500 m      | Rajna András Gyulay Zsolt                                | 4.            |
| K4 500 m      | Rajna András Hódosi Sándor Horváth Zsolt Lőrinczy Zoltán | 5.            |
| K1 1000 m     | Csipes Ferenc                                            | Aranyérem     |
| K2 1000 m     | Hódosi Sándor Horváth Zsolt                              | kizárva       |
| K4 1000 m     | Gyulay Zsolt Fidel László Kovács Zoltán Böjti Zsolt      | 4.            |
| K1 10 000 m   | Nieberl László                                           | Ezüstérem     |
| K2 10 000 m   | Szabó István Tóth István                                 | Ezüstérem     |
| K4 10 000 m   | Böjti Zsolt Helyi Tibor Kovács Zoltán Petrovics Kálmán   | Aranyérem     |

| férfi kenu  | férfi kenu                      | férfi kenu |
| ----------- | ------------------------------- | ---------- |
| C1 500 m    | Sarusi Kis János                | 5.         |
| C2 500 m    | Sarusi Kis János Vaskuti István | Aranyérem  |
| C1 1000 m   | Lipták Attila                   | kizárva    |
| C2 1000 m   | Sarusi Kis János Vaskuti István | 7.         |
| C1 10 000 m | Lipták Attila                   | Bronzérem  |
| C2 10 000 m | Buday Tamás Vaskuti István      | 6.         |

| nők kajak | nők kajak                                        | nők kajak |
| --------- | ------------------------------------------------ | --------- |
| K1 500 m  | Gyulay Katalin                                   | 4.        |
| K2 500 m  | Rakusz Éva Kőbán Rita                            | Ezüstérem |
| K4 500 m  | Gyulay Katalin Géczi Erika Rakusz Éva Kőbán Rita | Bronzérem |